# Carex asynchrona
Espèce
Classification phylogénétique
Carex asynchrona est une espèce de plantes du genre Carex et de la famille des Cyperaceae.